# Офир
Офи́р (ивр. אוֹפִיר‎, Ofir, ʼÔp̄îr) — упоминаемая в Библии (обычно в сочетании с Фарсисом) страна, которая славилась золотом, драгоценностями и другими диковинками, чем привлекала к себе мореплавателей со всех концов мира.

## Свидетельства Библии
Офир в Быт. 10 (таблица народов) — имя одного из сынов Иоктана. Также упоминается в 3Цар. 9:28, 3Цар. 10:11, 3Цар. 22:48, 2Пар. 8:18 , Иов. 22:24, 28:16, Пс. 45:9, Ис. 13:12.
Согласно Священному Писанию, в Офир из порта на берегу Красного моря ходил один из кораблей Соломона (3Цар. 9:28) и привёз ему 420 талантов золота. Кроме золота из Офира финикийские мореходы доставляли Соломону красное дерево и драгоценные камни (3Цар. 10:11). Царь тирский Хирам I Великий также снаряжал морские экспедиции в эту страну за золотом; помимо этого, корабли привозили ему оттуда много сандалового дерева (по Глазеру — стираксовое дерево), слоновую кость, обезьян и павлинов.

## Попытки определения местоположения
Эта страна много раз возбуждала любопытство исследователей, но все попытки определить её географическое положение оставались тщетными. Обычно её искали на юго-востоке Аравийского полуострова в районе Йемена, в Индии (Индская цивилизация), а также на африканском берегу Индийского океана (Софала). Соломоновы острова в Тихом океане и по настоящий день охотно отождествляются со страной Офир, особенно в Южной Америке.

## Отражение в культуре
- Такое название (англ. Ophir) носит ряд населённых пунктов в США (в основном связанных с золотодобычей), а также различные географические объекты в Австралии, Новой Зеландии, Канаде и Малайзии.
- В честь Офира назван каньон на Марсе в долинах Маринера длиной около 317 км[4].
- Название «Офир» носило несколько кораблей, в том числе британский пассажирский лайнер (позже вспомогательный крейсер) RMS Ophir[англ.] (1891) и нидерландское грузовое судно (1904), позже реквизированное правительством США и включённое в состав ВМС как USS Ophir[5].
- Действие романа Бориса Штерна «Эфиоп» частично происходит в Офире.
- Рассказ Карела Чапека «Офир» (1932) из сборника «Книга апокрифов».
- Офир — вымышленная страна во вселенной Хайборийской эры.
- Офир — одна из вымышленных таинственных земель в компьютерной игре «Ведьмак 3: Дикая охота».